# 悪男宅急電
『悪男宅急電』（エクスプレス・ボーイ）とは、台湾のテレビドラマ。全32話。

## 出演
- マイク・ハー（フウ・ティエナン役）
- クー・シュウイェン（リー・ジンピャオ役）
- ベアトリーチェ・シュウ（スウ・ロンロン役）
- ジャン・ルイジア（ロン・イェン役）
- イェー・ミンチー（大脚役）
- チン・ガン（オウ・ク役）
- レイチェル・ガン（エルヴァ役）
- レスディー・チェン（マイマイ役）
- リッジ・テン（ウェイ・チュエイエ役）
- バイ・ユン（フェイ・ロンスー役）
- ツォ・グァンドー（スイチャン役）
- ファン・リーチェン（ジェイソン役）
- チウ・ロンジェ（CK役）
- ファン・ルオバイ（惡男幫主役）
- ヤン・チョンエン（アーイェン役）
- ペティー・ヤン（ミャオミャオ役）

## 出演（ゲスト）
- バン・ファン（ジェイソン役）
- チュイ・チョンハン（アーミン役）
- ミッシェル・リン（ココ役）
- アミー・リー（ケリー役）
- ウー・ティンホン（部落酋長役）
- オーガス・ヤン（アーヤン役）
- リー・シュウ（おばあちゃん役）

## スタッフ
- 監督：チャン・ジョウスー
- 脚本：ワン・イースー、チャオ・スー
- プロデューサー：シェー・ズーウー
- 製作：TVBS（無線衛星テレビ局）
- 配給：IMX